# Elchingen
Elchingen település Németországban, azon belül Bajorországban. Lakosainak száma 9893 fő (2023. december 31.). Elchingen Neu-Ulm, Nersingen, Ulm és Langenau községekkel határos.

## Népesség
A település népessége az elmúlt években az alábbi módon változott:
| Lakosok száma | 6491 | 2465 | 9112 | 9088 | 9192 | 9261 | 9341 | 9437 | 9793 | 9893 |
|               | 1970 | 1975 | 2011 | 2012 | 2014 | 2015 | 2017 | 2019 | 2022 | 2023 |

## Fekvése
A falucskában még áll az 1128-ban alapított benedekrendi kolostor maradványaként a rokokó izlés szerint átalakított templom, benne Januarius Zick 1782-ben készült freskóival.

## Galéria

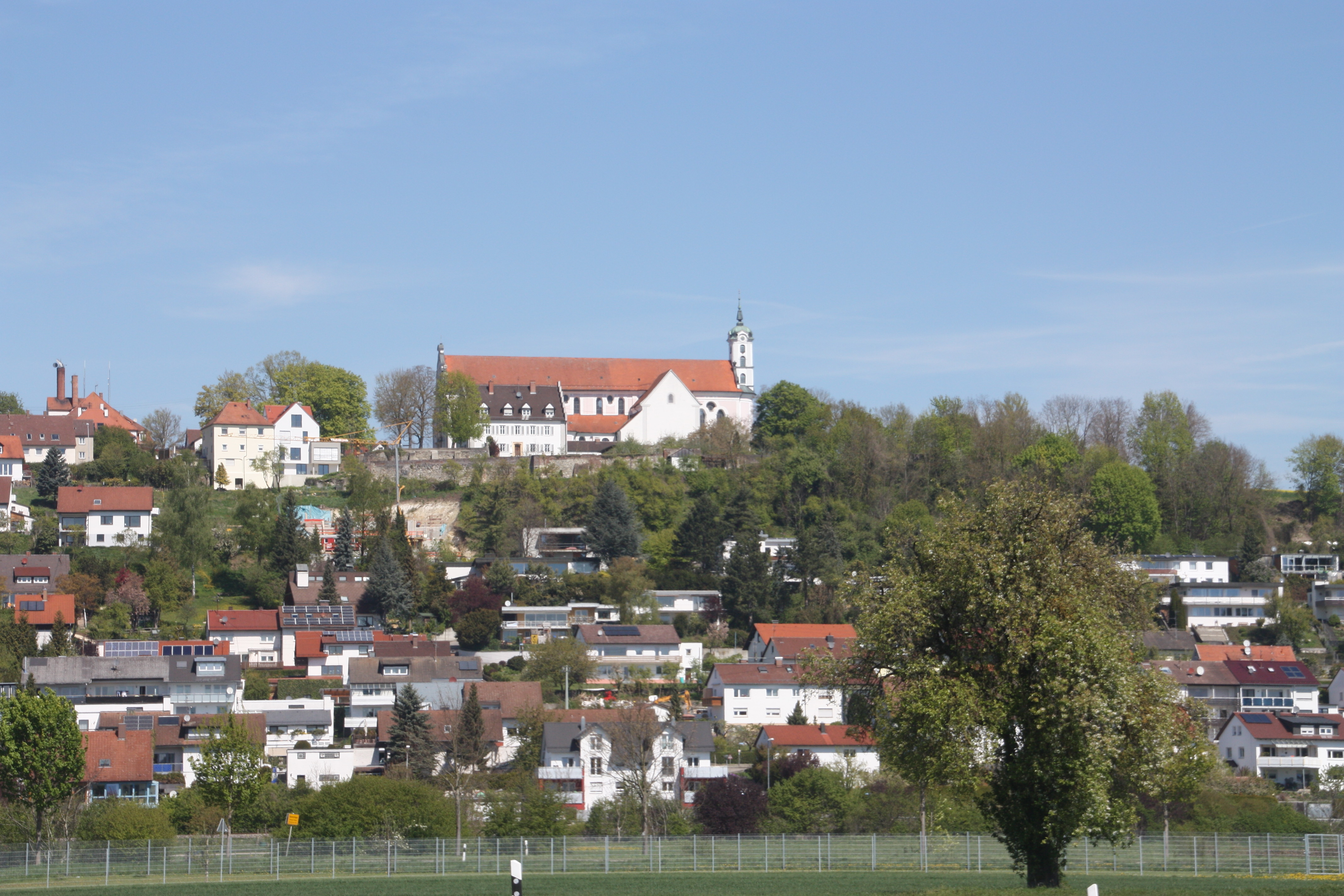
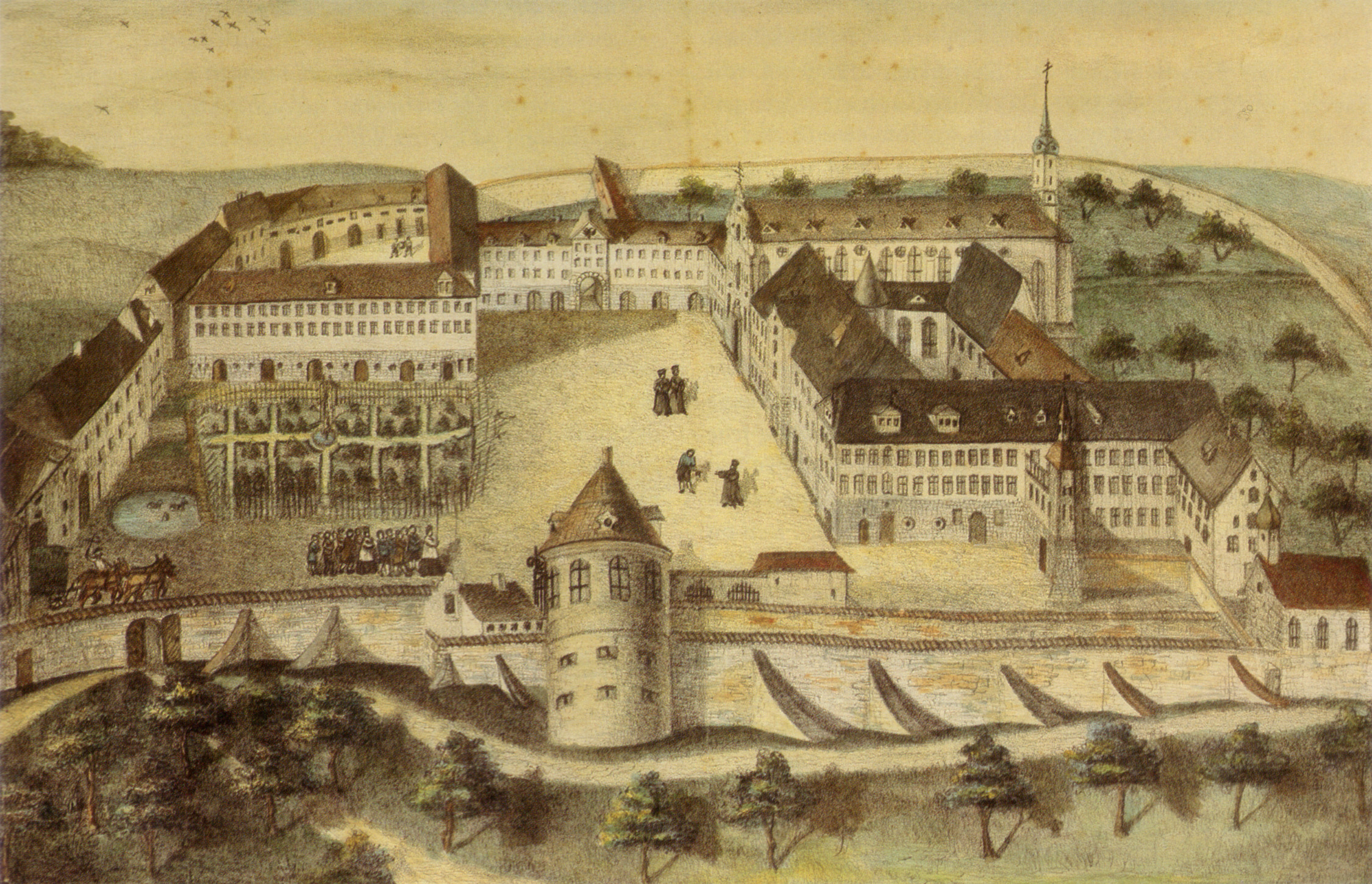
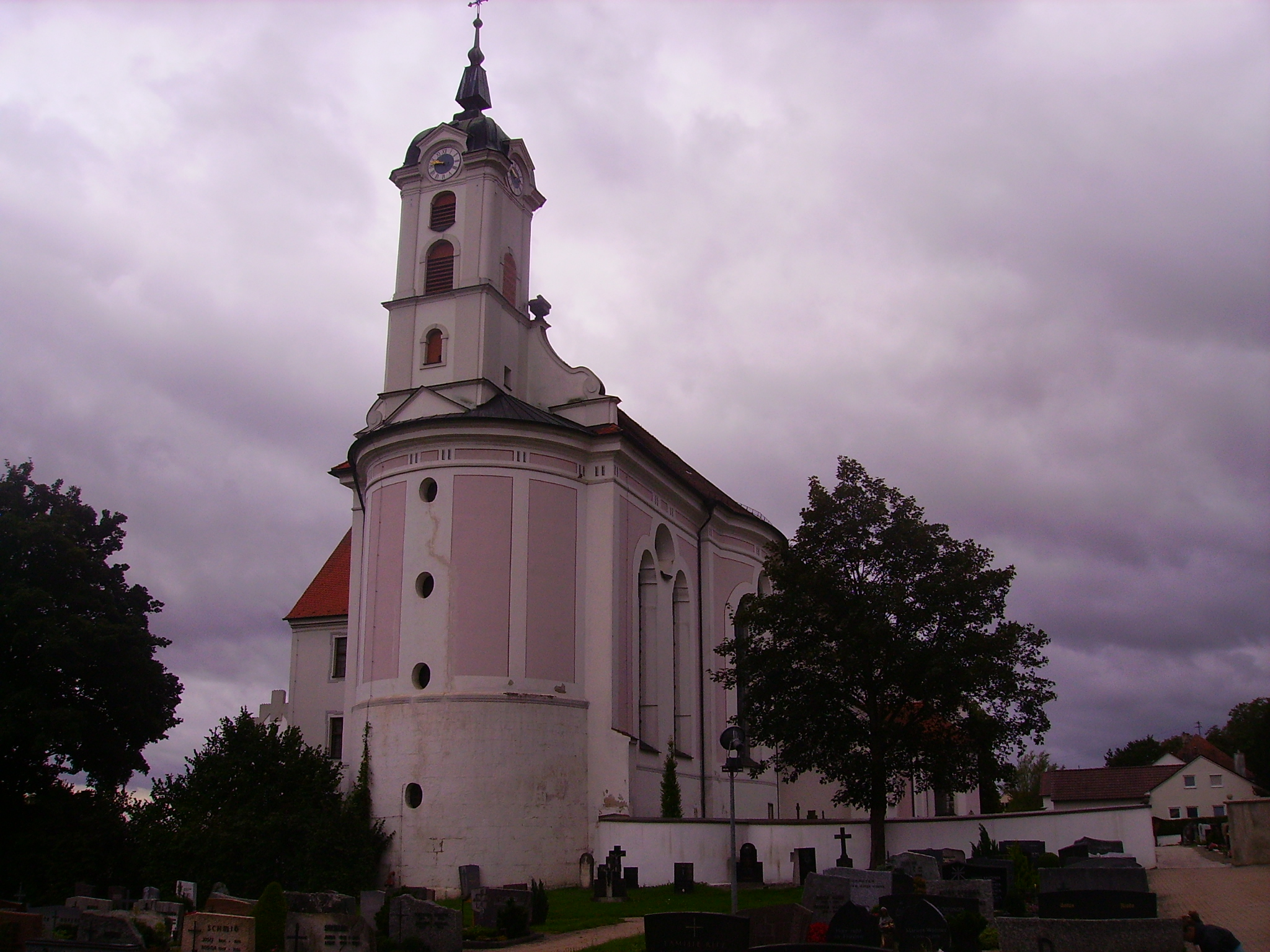
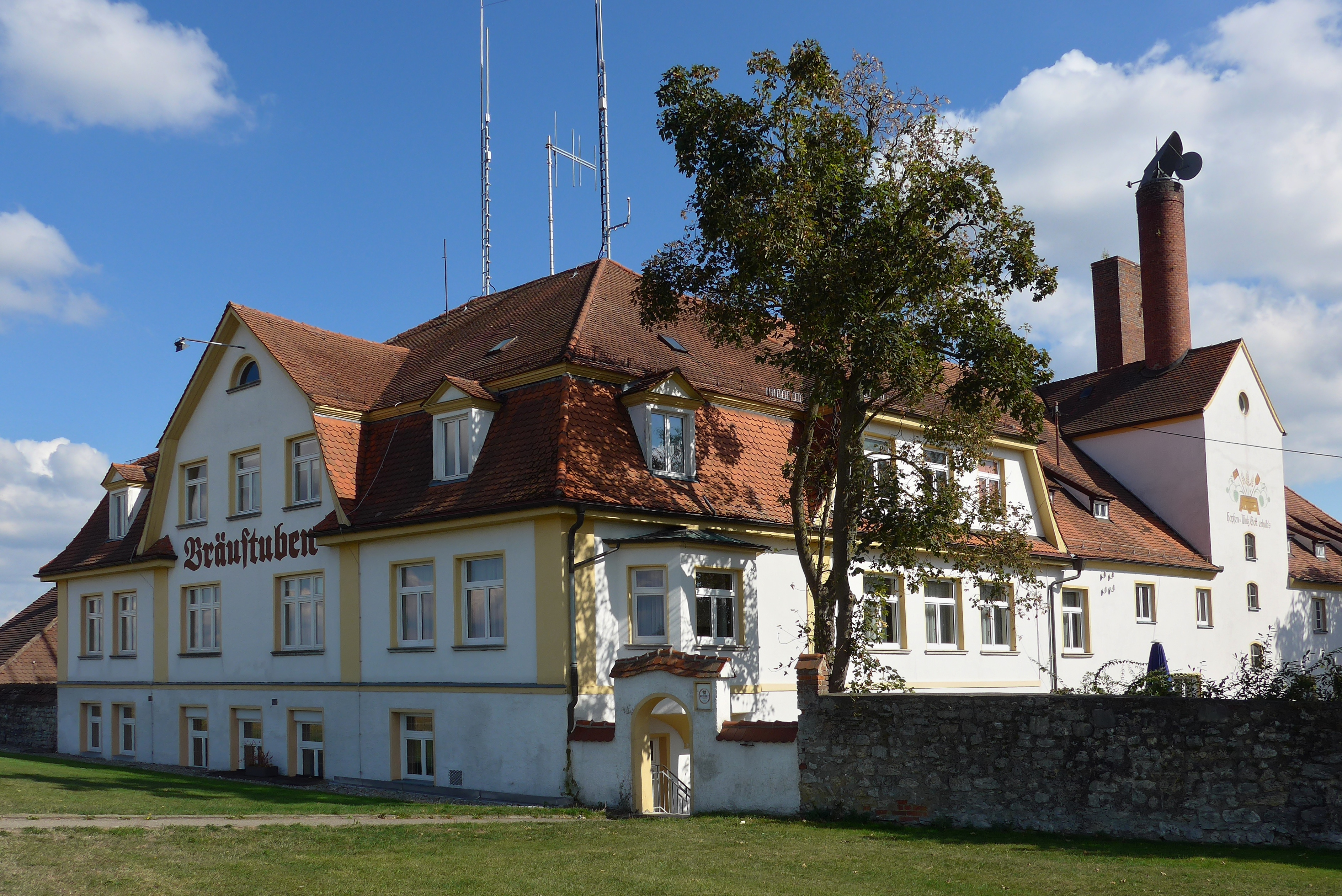